# Aloys Weißenbach

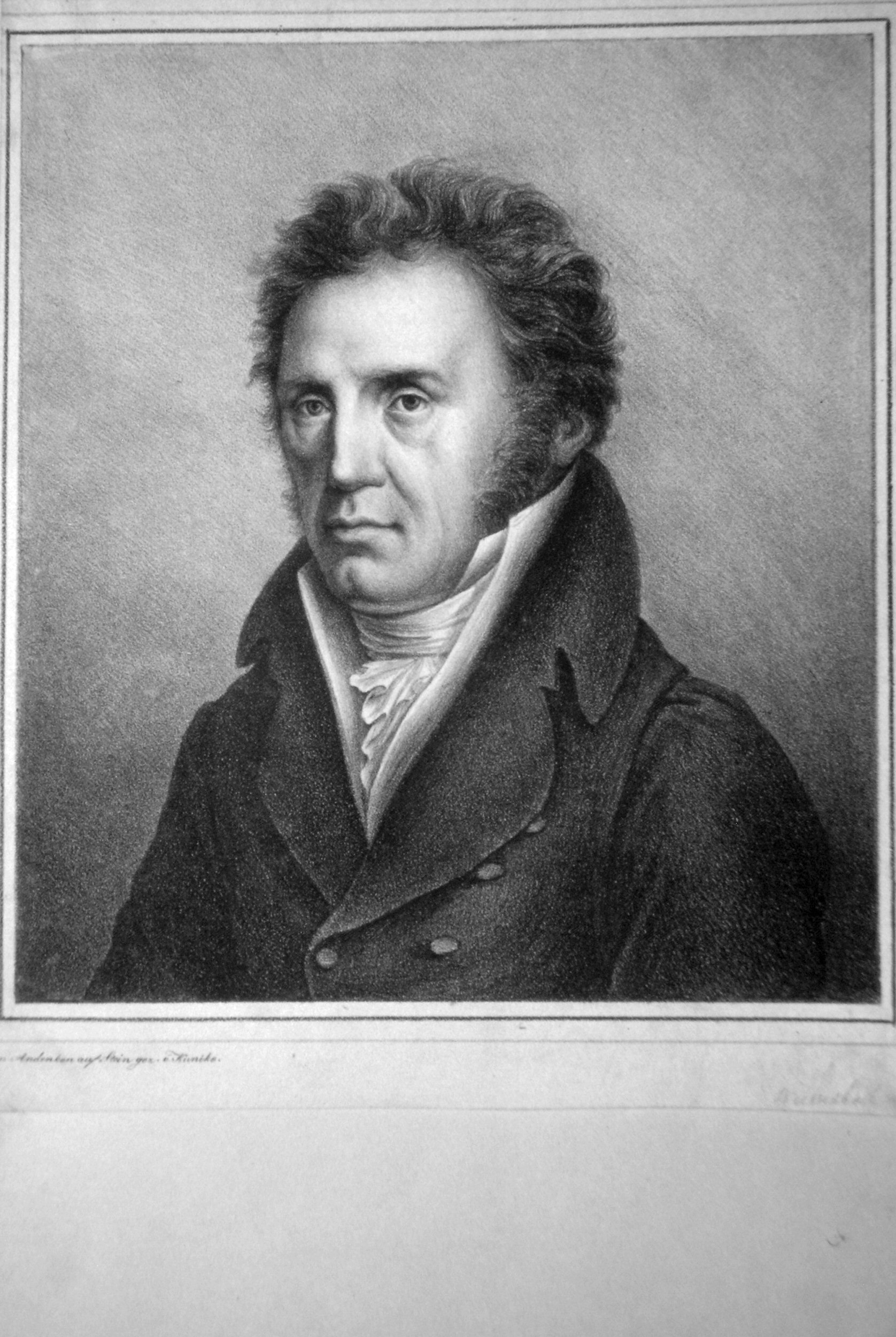
Lithographie von Adolph Friedrich Kunike, um 1830

Aloys Weißenbach (häufig auch Alois Weißenbach oder Weissenbach; * 1. März 1766 in Telfs; † 26. Oktober 1821 in Salzburg) war ein österreichischer Mediziner und Schriftsteller.

## Leben
Weißenbach war ein Sohn eines Bauernpaares. Er erhielt seine erste Bildung in den Klöstern seiner Heimat und besuchte dann das Innsbrucker Gymnasium. Das chirurgische Studium absolvierte er bis 1788 an der Josephsakademie in Wien. Er trat anschließend in die kaiserliche Armee ein und diente im Türkenkrieg sowie in den Feldzügen gegen Frankreich. Dabei stieg er schließlich zum k.k. Oberfeldarzt auf.
1804 erhielt er an der neuerrichteten Medizinischen Fakultät der Universität Salzburg den Lehrstuhl für theoretische und praktische Chirurgie und Tierarzneikunde. Außerdem wurde er Direktor der chirurgischen Klinik am St.-Johanns-Spital und erhielt dabei den Titel Medizinalrat. Zudem wurde er erster und letzter Dekan der Fakultät. Daneben hielt er private Vorlesungen über Augenheilkunde und betätigte sich als freiwilliger Impfarzt im Pockenschutz. Als 1807 die medizinische Fakultät in ein großes chirurgisches Studium umgewandelt wurde, behielt er seine Position. 1810 fiel Salzburg an Bayern, welches das chirurgische Studium in eine landärztliche Schule umwandelte. Weißenbach wurde dabei Professor der Zoonomie, Anthropologie, theoretischen und praktischen Chirurgie sowie Direktor der Schule.
Weißenbach erhielt 1812 die Oberleitung des Salzburger Johannsspitals und wurde 1816, nachdem Salzburg wieder zu Österreich kam, zum kaiserlichen Rat ernannt. Er war außerdem zum Wiener Kongress in Wien. Als 1818 anstelle der landärztlichen Schule wieder eine chirurgische Lehranstalt trat, wurde er dort Dozent der Chirurgie. Zudem war er Vorstand im Salzburger Verein „Museum“.
Seine 1814 geschriebene Kantate Der glorreiche Augenblick wurde durch Ludwig van Beethoven vertont. Seine umfangreiche Dichtung „Aigen,  Beschreibung und Dichtung“, großteils in Hexametern gehalten, die er für seinen Freund und Schlossherrn Ernst Fürst Schwarzenberg 1817 verfasste, wurde seinerzeit von zahllosen Kurgästen der Bitterquelle zu Aigen gelesen. Die Dr. Aloys Weissenbach Mittelschule in Telfs wurde nach ihm benannt.

## Werke (Auswahl)
Dichtungen
- Tirols Dank, Gastler, Wien 1799.
- Eine Huldigung. Dramatischer Prolog. Vorgestellt auf dem kaiserlichen auch kaiserlich königlichen Nationaltheater zu Salzburg den 17. März 1806, Zaunrieth, Salzburg 1806.
- Der Brautkranz. Trauerspiel in 5 Aufzügen, Wallishausser, Wien 1810.
- Die Barmeciden oder die Aegypter in Bagdad. Schauspiel in 5 Aufzügen, Wallishausser, Wien 1811.
- Der heilige Augenblick, Mayr, Salzburg 1814.
- Teutonia: Ein Denkmahl der vergangenen und Taschenbuch der neueren Zeit, Strauß, Wien 1815.
- Meine Reise zum Congress. Wahrheit und Dichtung, Wallishausser, Wien 1816.
- Aigen. Beschreibung und Dichtung, im Verlage des Verfassers, Salzburg (Druck Joseph Eberle, Bozen), 1817.

Fachwissenschaftliche Schriften
- Ueber Theophrastus Paracelsus von Hohenheim, Salzburg 1804.
- Biographische Skizze von J. Joh. Hartenkeil. Dr. der Arzeneiwissenschaft... and Protomedicus in Salzburg, Salzburg 1808.
- Die Eröffnung des St. Johannesspitals zu Salzburg im Jahre 1696, Mayr, Salzburg 1818.